# Ovasta
Ovasta (Davaste in friulano standard, Davasta in friulano carnico) è una frazione del comune di Ovaro (UD)e i suoi abitanti si chiamano Mestârs.
Sorge a 745 m in Val Degano, alla destra orografica del torrente, alle pendici del monte Forchia (1.901 m).
Vicino al paese scorre il torrente Iesola, da cui viene alimentato l'acquedotto e le varie fontane del paese.
Da vedere a Ovasta è la Casa De Corte, caratteristico esempio di architettura carnica risalente al XVII secolo. A Ovasta si trova la chiesa di sant'Ulderico, citata per la prima volta nel 1327.
Piatto tipico del posto è la "Mesta", composto di polenta molle, ricotta, burro e latte.
L'antica latteria è stata recentemente ristrutturata e funge, al piano terra, da sede dell'amministrazione frazionale e centro sociale. Al primo piano c'è una sala da ballo con bancone da bar usata spesso per organizzare feste ed eventi. Il secondo piano è usato per molteplici funzioni, tra cui quello di centro fitness per gli abitanti o per accogliere coloro che desiderassero fermarsi a dormire dopo una festa (non vi sono letti e per questo si dovrebbe dormire a terra), dato che è dotato anche di bagno.
Da Ovasta partono numerosi sentieri: è possibile raggiungere Luincis tramite la Clapusa, sentiero che parte da Somp il Bosc (località poco più a valle del paese a cui si giunge tramite sentiero segnalato da un cartello con la scritta Luincis). Si può arrivare a due paesi della Val Pesarina, ovvero Croce e Predumbli, mediante rispettivamente sentiero e strada sterrata che si dipartono entrambi a diverse altezze dalla località Samaior. Luint e Mione sono facilmente raggiungibili attraverso un sentiero segnalato. Si può raggiungere il monte Navamul (o Cret di Laveras) e la Stentaria attraverso due sentieri che si prendono da località Cjalderuc o Pria.